# Георгула
Георгула̀ или Йоргула̀ (на гръцки: Γεωργουλά) е бивше село в Егейска Македония, днес на територията на дем Висалтия, област Централна Македония, Република Гърция.

## География
Селото е било разположено на 1 километър южно от Байрактар махала (Фламбуро).

## История
През XIX век и началото на XX век Георгула е село, числящо се към Сярската каза на Османската империя. В „Етнография на вилаетите Адрианопол, Монастир и Салоника“, издадена в Константинопол в 1878 година и отразяваща статистиката на населението от 1873 година, Гургула (Gurgula) е посочено като село с 27 домакинства и 6 жители мюсюлмани и 80 жители гърци.
В 1891 година Георги Стрезов пише за селото:
| „ | Георгула, село на СИ от Нигрита до 1 час; тук са и споменатите минерални води. Георгула е чифлик на Н. Михаил, който го подарил на обществените заведения, училище и болница в града. | “ |

Според Васил Кънчов („Македония. Етнография и статистика“) в началото на XX век Горгуля има 230 жители, от които 60 българи християни, 20 турци и 150 цигани.